# Juilley
Juilley – miejscowość i gmina we Francji, w regionie Normandia, w departamencie Manche.
Według danych na rok 1990 gminę zamieszkiwały 453 osoby, a gęstość zaludnienia wynosiła 40 osób/km² (wśród 1815 gmin Dolnej Normandii Juilley plasuje się na 474. miejscu pod względem liczby ludności, natomiast pod względem powierzchni na miejscu 426.).